# Bezeklik ezer buddha-barlangok
A Bezeklik ezer buddha-barlangok (kínai: 柏孜克里千佛洞, pinjin: Bózīkèlǐ Qiānfódòng) buddhista barlangtemplomok rendszere az 5-14. századokból Turpan és Sansan (Loulan) városok között a Takla-Makán sivatag északkeleti részén, Kaocsang romjaihoz közel, a Flaming-hegységhez tartozó Mutou-völgyben, Kínában. A Mutou-völgy nyugati részének magas sziklái között található barlangok többsége a 10-13. század körül épült.

## Bezeklik freskók

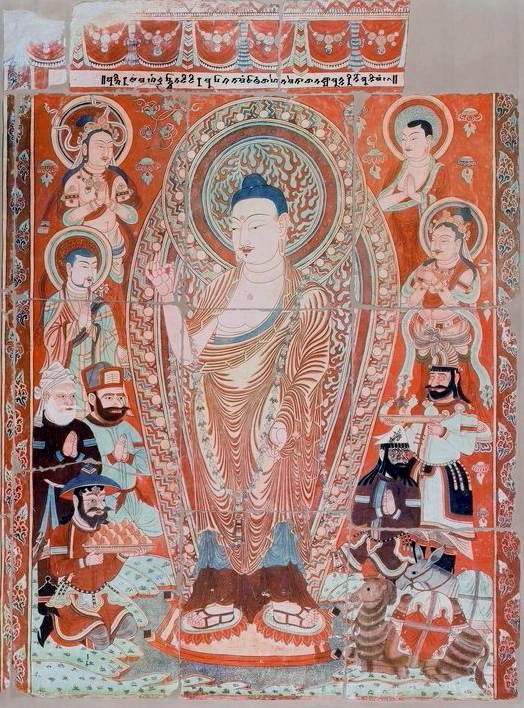
Pranidhi jelenet, 9. templom (20. barlang)

77 sziklába vájt barlang található a helyszínen. A többség négyszögletesre lett kialakítva köríves mennyezetekkel, amelyek gyakran négy felé vannak tagolva és mindegyiket egy Buddha freskó díszít. A mennyezeteken így összesen több ezer Buddha kép található. Némelyik freskó egy hatalmas Buddhát és az őt körülvevő egyéb alakokat (törökök, indiaiak, európaiak) ábrázol. A festmények minősége változó, vannak művészetileg naivak de akadnak igazi mesterművek is.  A Bezeklik Ezer Buddha-barlangok legjellemzőbb freskói a hatalmas méretű falfestmények, amelyeknek a "Praņidhi jelenet" elnevezést adták. Ezek Sákjamuni "ígéretét" mutatják be, amit az előző életében tett.
A Bezeklik falfestményei jelentős károkat szenvedtek el a helyi muszlim lakosság által, akik nem támogatták az érző lények ikonikus ábrázolását. Leggyakrabban a szemeket és a szájakat törölték le. Előfordult, hogy a freskókat letördelték, hogy a termőföldet feljavítsák vele.  A 19. század végén és a 20. század elején európai és japán felfedezők érintetlen falfestményeket találtak homokba ásva, amelyek ezután a világ különböző helyeire kerültek. A legépebben maradt freskókat Albert von Le Coq német régész találta - ezek később Németországba kerültek.

## Galéria

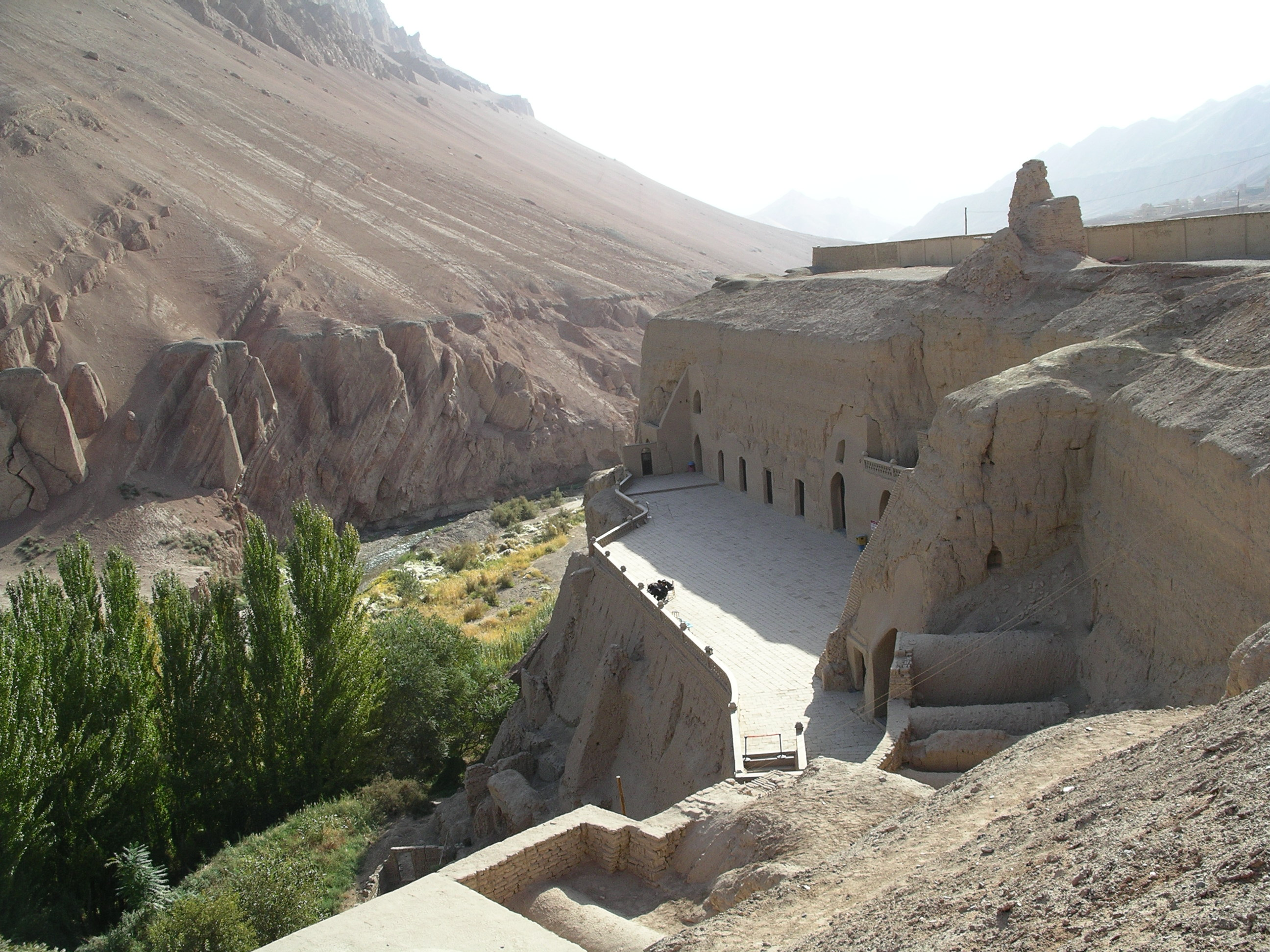
A barlangok látványa
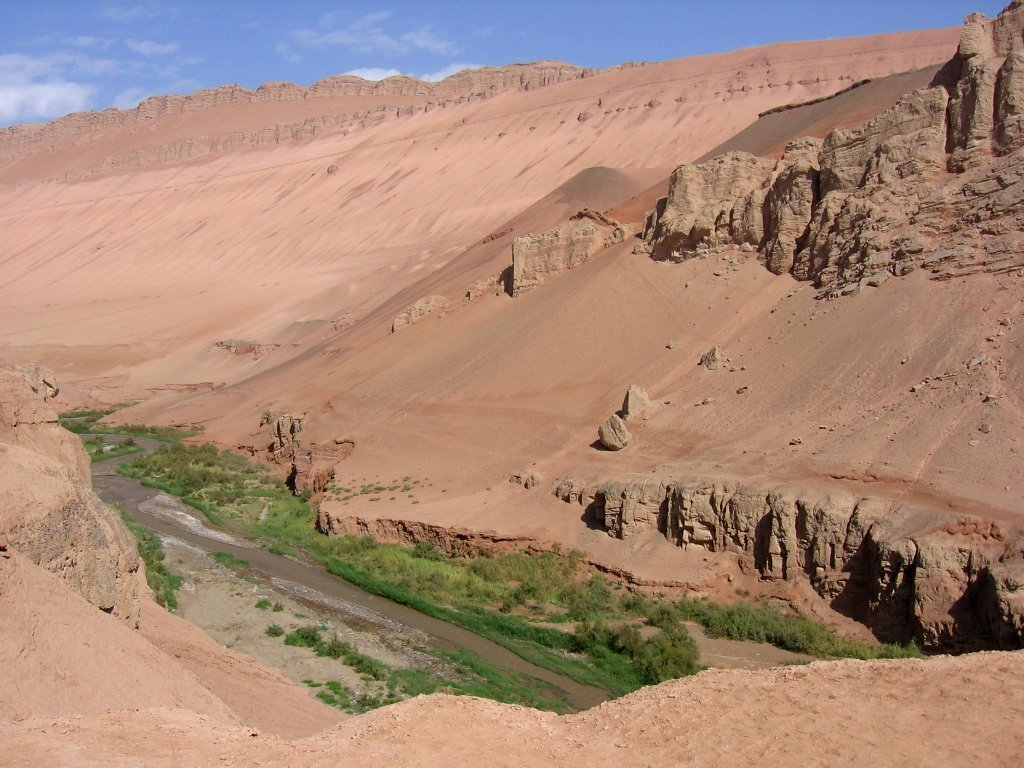
A völgy látványa
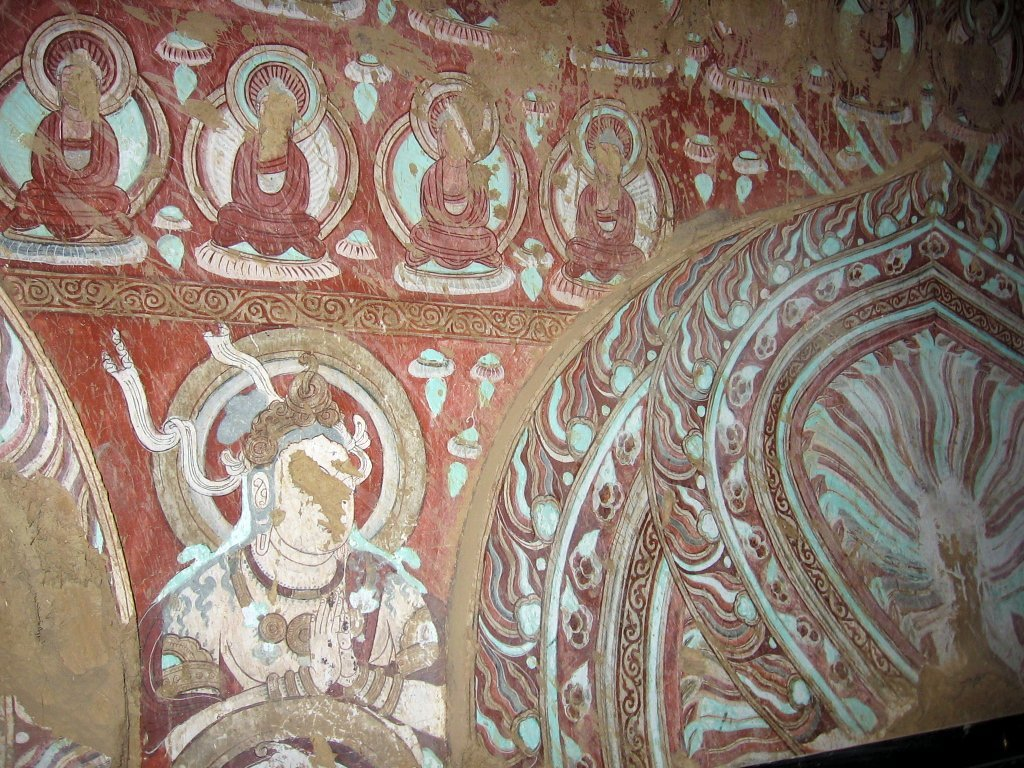
Buddhák freskói
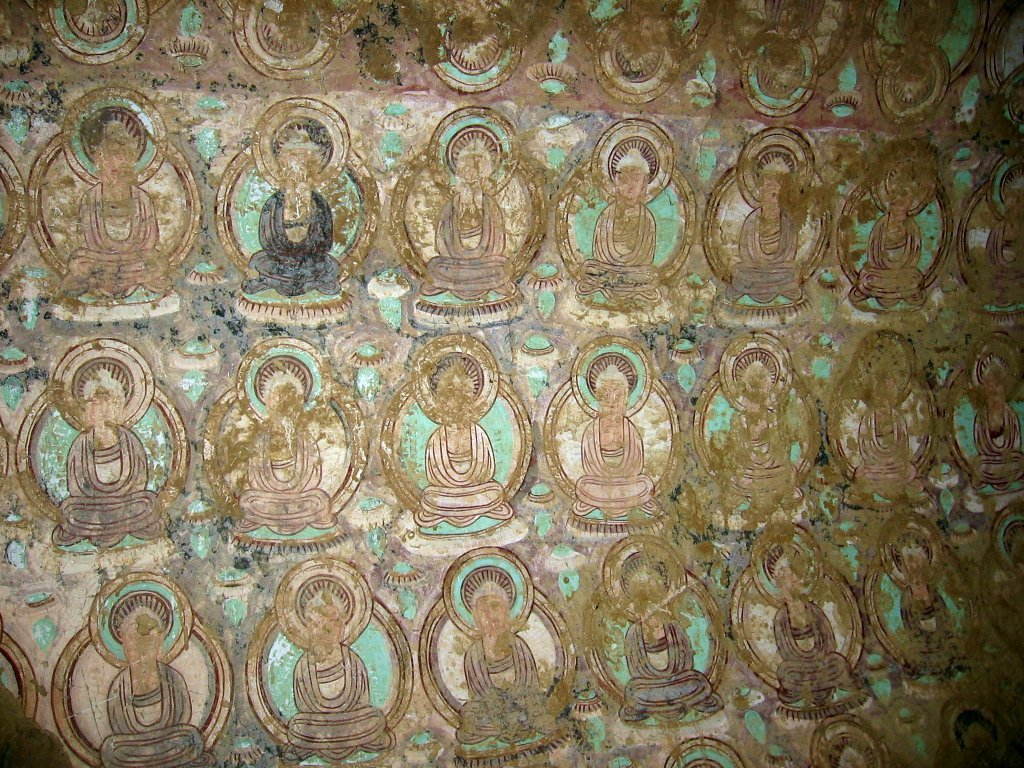
Buddhák freskói
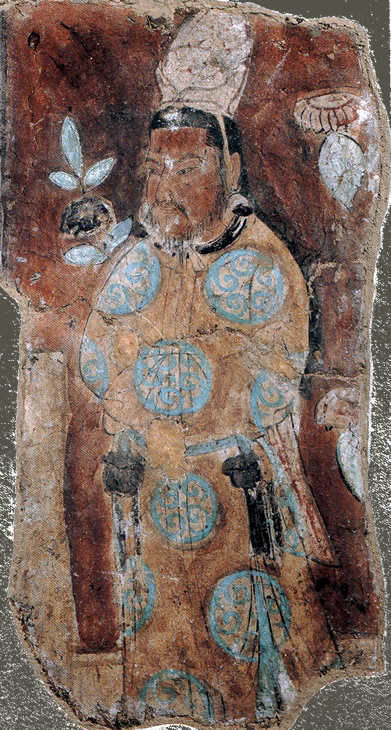
Egy ujgur herceg
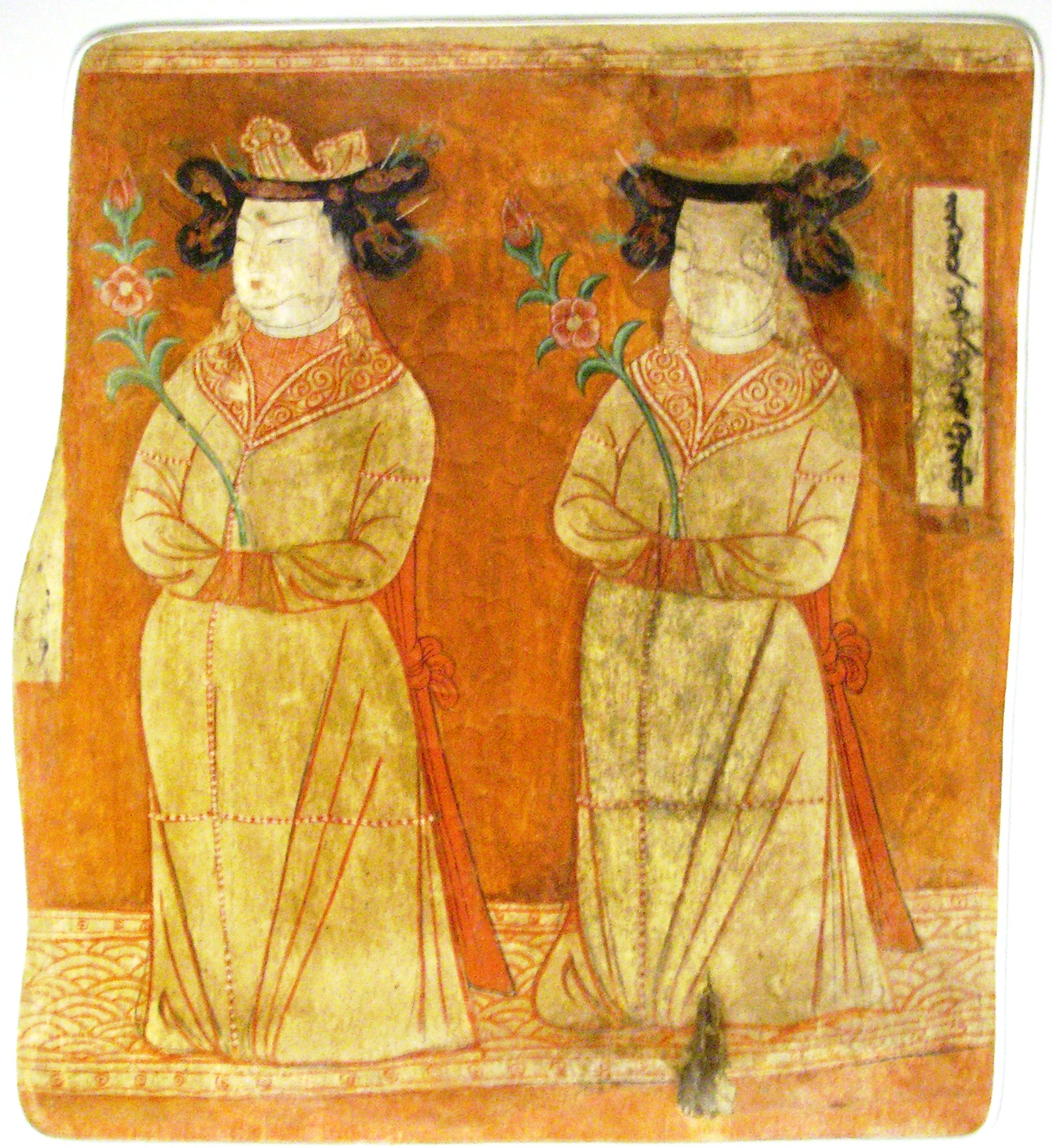
Ujgur hercegnők, 9. barlang, Ázsiai művészetek múzeuma
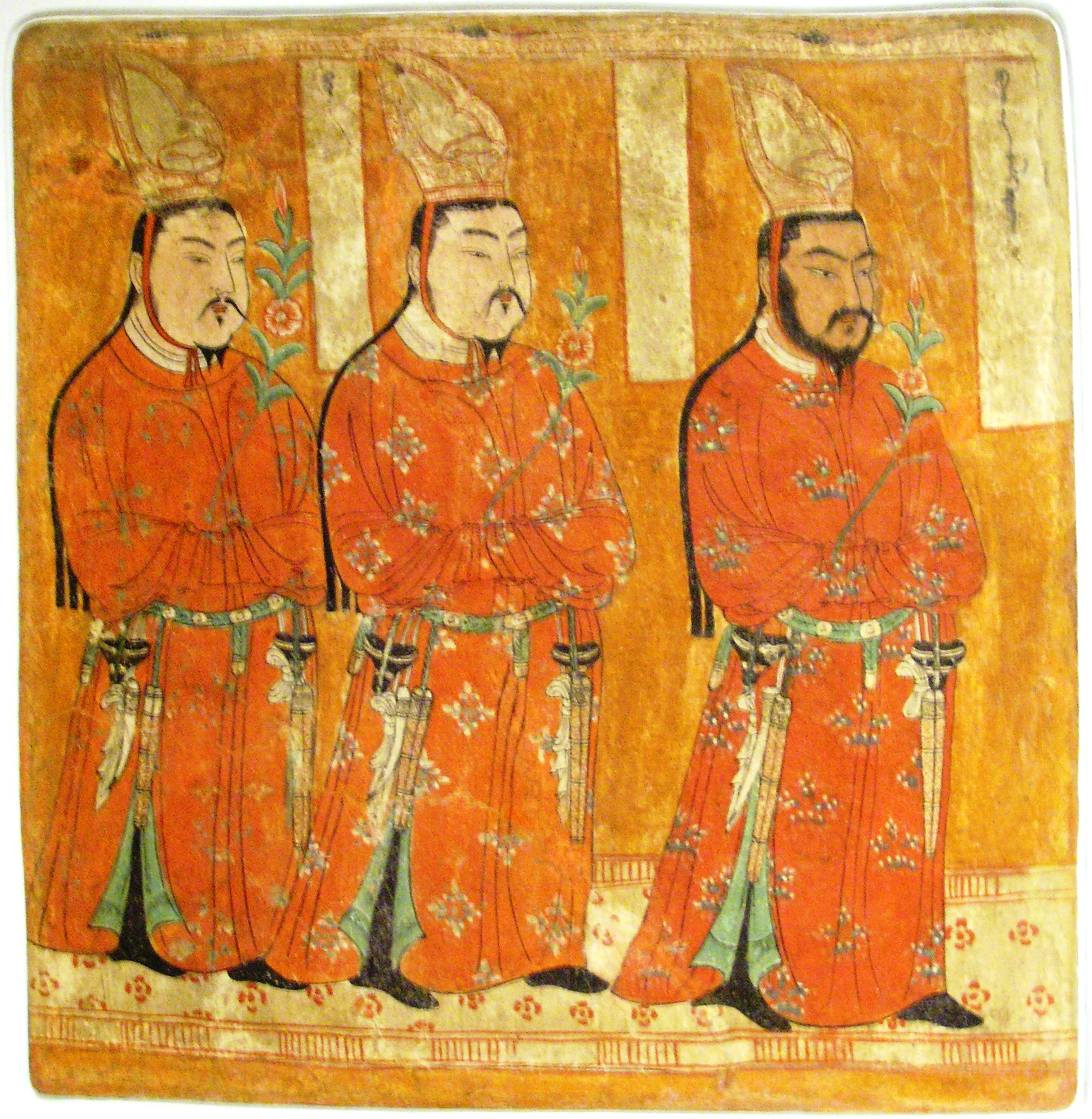
Ujgur hercegek, 9. barlang
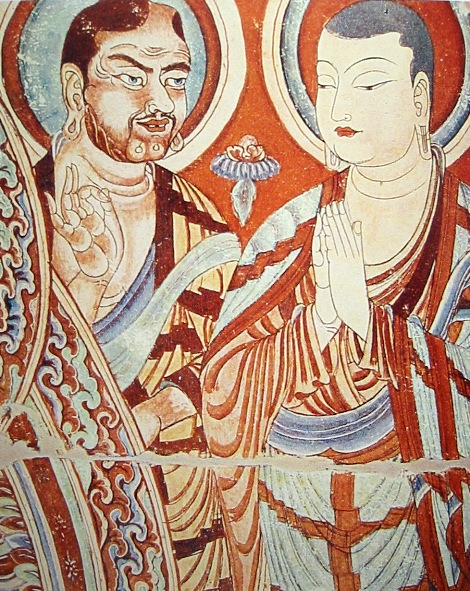
Egy lehetséges tochár szerzetes (balra) egy kelet-ázsiai buddhista szerzetessel (jobbra)
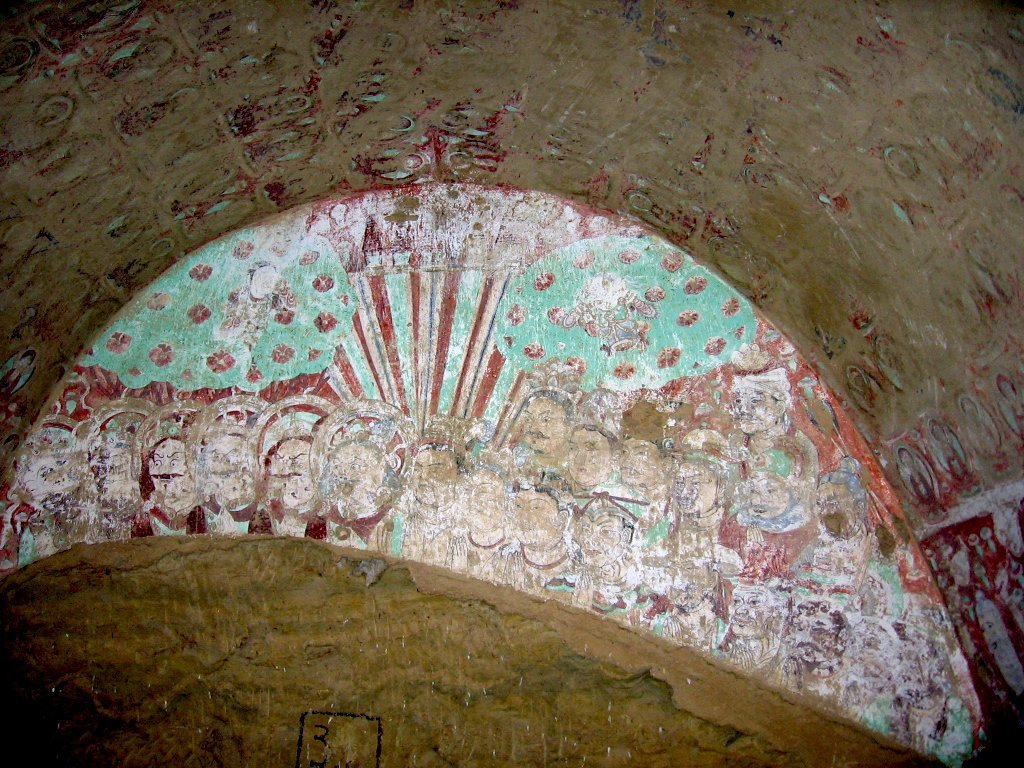
Falfestmény
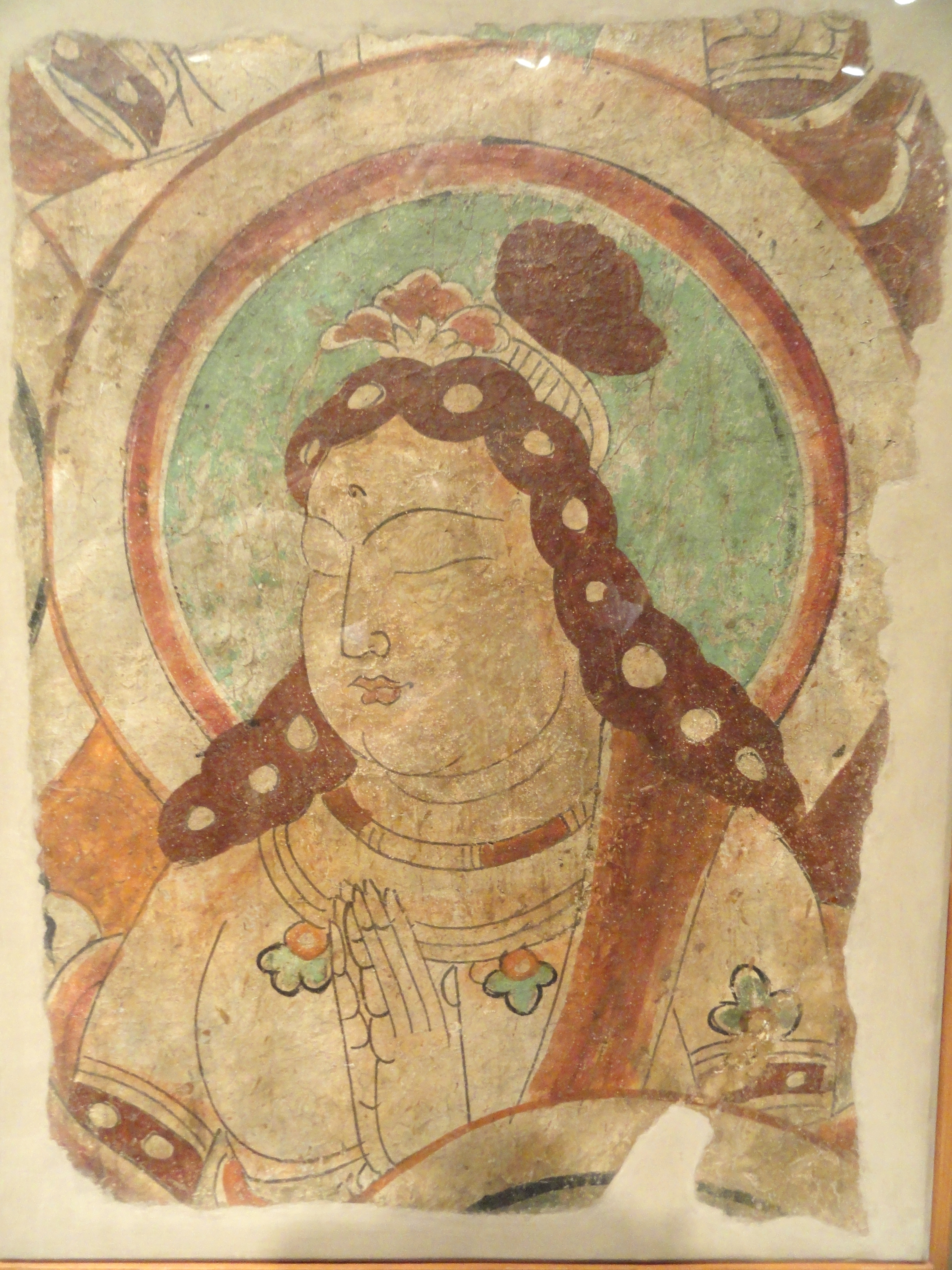
Buddhista falfestmény töredéke